# 1. Faustball Bundesliga
Die 1. Faustball Bundesliga der Männer ist die höchste Spielklasse im österreichischen Faustball. In diesem Wettbewerb wird seit der Saison 1948/49 am Feld und seit der Saison 1971/1972 der österreichische Meister im Herren-Faustball ermittelt.

## Geschichte
Am Feld gab es seit der Saison 1948/1949 elf verschiedene österreichische Meister. Seit der Saison 1971/1972 haben es bisher 9 verschiedene Mannschaften geschafft, den österreichischen Meistertitel in der Halle zu gewinnen.

### 1948–1970
In den ersten Saisonen gab es mit dem ATSV Linz-Waldegg eine unbezwingbare Mannschaft und somit konnten die Linzer zwischen 1948 und 1966 19 Meistertitel in folge feiern.

### Bis 1990
Ab 1972 wurde Faustball auch in der Halle gespielt. Der erste österreichische Faustballmeister in der Halle war ATSV Linz-Waldegg. in den darauffolgenden Jahren wurde die Dominanz der Linzer gebrochen. Mit ATSV Linz-Waldegg, ÖTB Leopoldstadt und ASKÖ Laakirchen gab es gleich drei Mannschaften, die sich in den 70er, 80er und 90er Jahren um den Meistertitel in der Halle und am Feld gestritten haben.

### Bis 2014
Auch in den 90er Jahren gab es mit ÖTB Martin Sepp Neusiedl eine Dominierende Mannschaft im Männer Faustball.
Seit 2000 gibt es im österreichischen Faustball mit dem FBC ASKÖ Linz-Urfahr, TuS Raiffeisen Kremsmünster, Union Compact Freistadt und mit UFG Sparkasse Grieskirchen/Pötting gleich vier Mannschaften, die sich regelmäßig an der Spitze ablösen.

## Aktueller Modus Feld
Die Männer-Bundesliga setzte sich in der Saison 2015/16 aus acht Mannschaften zusammen.
Die Herbstmeisterschaft wurde in Form eines Turniers an vier Spieltagen gespielt. Die Spiele wurden im Modus Best of 3 gespielt. Der Modus für die Turniere wird in folgender Grafik dargestellt.
| #   | Runde         | Feld | Team 1 | Team 2 | Bemerkung |
| --- | ------------- | ---- | ------ | ------ | --------- |
| 1.  | Viertelfinale | 1    | 3      | 6      |           |
| 2.  |               | 2    | 4      | 5      |           |
| 3.  |               | 1    | 1      | 8      |           |
| 4.  |               | 2    | 2      | 7      |           |
| 5.  | Kreuzspiele   | 1    | V2     | V3     |           |
| 6.  |               | 2    | V1     | V4     |           |
| 7.  | Semifinali    | 1    | S2     | S3     |           |
| 8.  |               | 2    | S1     | S4     |           |
| 9.  | Rangspiele    | 1    | V5     | V6     | Rang 7/8  |
| 10. |               | 2    | S5     | S6     | Rang 5/6  |
| 11. |               | 1    | V7     | V8     | Rang 3/4  |
| 12. | Finale        | 1    | S7     | S8     | -         |

Beim ersten Turnier erfolgt die Reihung in der Setzliste nach dem Ergebnis der letzten Meisterschaft.
Die Punktevergabe pro Turnier erfolgt folgendermaßen:
Punkte: 10 (1.)-8 (2.)-6 (3.)-4 (4.)-3 (5.)-2 (6.)-1 (7.)-0 (8.)

## Mannschaften der Feldsaison 2015/2016
Meister play off
- Union Compact Freistadt, TuS Raiffeisen Kremsmünster, UFG Sparkasse Grieskirchen/Pötting, FBC ASKÖ Linz-Urfahr, FSC Wels 08 und Union Tigers Vöcklabruck

Aufstiegs play off
- ASKÖ Laakirchen Papier, SSV Bozen (Südtirol), AWN TV Enns, Union Greisinger Münzbach, Union Tigers Vöcklabruck 2, Union Waldburg, DSG SU Hirschbach und UFG GH Janko St. Leonhard/Liebenau

## Meistertafel
- Liste der österreichischen Faustballmeister